# Симетричний простір
Симетричний простір — ріманів многовид, група ізометрій якого містить центральні симетрії з центром в будь-якій точці.
Початок вивченню симетричних просторів було покладено Елі Картаном. Зокрема їм була отримана їх класифікація в 1926 році.

## Властивості
- Ріманів многовид є локально симетричним тоді і тільки тоді, коли його тензор кривини паралельний.
- Будь-який однозв'язний, повний локально симетричний простір є симетричним.
  - Зокрема універсальне накриття локально симетричного простору є симетричним.
- Група ізометрій симетричного простору діє на ньому транзитивно.
  - Зокрема будь симетрична простір є однорідним простором {\displaystyle G/K}, де {\displaystyle G} група Лі і {\displaystyle K} її підгрупа.